# Золота медаль імені Леонарда Ейлера
Золота медаль імені Леонарда Ейлера — медаль імені швейцарського, німецького та російського математика Леонарда Ейлера, що присуджується Відділенням математичних наук Російської академії наук з 1991 року (раніше Академією наук СРСР) за визначні результати в галузі математики та фізики.

## Лауреати
На початок 2021 року нагороду було вручено наступним ученим:
- 1957 - академік Курчатов Ігор Васильович , доктор фізико-математичних та технічних наук Франкль Фелікс Ісідорович — за видатні результати в галузі математики та фізики.[1]
- 1991 - академік Александров Олександр Данилович — за фундаментальний внесок у розвиток математики
- 1997 - академік Осипов Юрій Сергійович — за визначні результати в галузі математики та фізики
- 2002 - академік Фаддєєв Людвіг Дмитрович — за визначні результати в галузі математики та фізики
- 2007 - академік Козлов Валерій Васильович — за цикл робіт з нелінійних гамільтонових систем диференціальних рівнянь
- 2012 - академік Новиков Сергій Петрович — за глибокий внесок у застосування топологічних методів у квантовій фізиці
- 2017 - академік Шафаревич Ігор Ростиславович — за визначний внесок у теорію чисел та алгебраїчну геометрію